# Battaglia della Vernavola
La battaglia della Vernavola fu un episodio militare avvenuto nell'agosto del 1154 che vide contrapposti l'esercito del comune di Milano, al quale si erano uniti anche i lodigiani, i comaschi e i cremaschi, e quello del comune di Pavia.

## Antefatti
Nella prima metà del XII secolo, i pavesi avevano talvolta assunto un atteggiamento ostile all’impero, come ai tempi della discesa di Lotario III, ma la politica successiva della città mutò ben presto quell’orientamento e le guerre di Federico I contro Tortona e Milano troveranno Pavia sempre con la parte imperiale. Nell’estate del 1154, quando ormai era noto che l’imperatore Federico I presto sarebbe disceso in Italia, il comune di Milano volle attaccare Pavia (l'unica città nemica che non era ancora riuscita a sottomettere) e par far ciò nel mese di luglio radunò un grande esercito, al quale dovettero partecipare anche lodigiani, comaschi e cremaschi, che, nel mese di agosto, entrò nel territorio pavese e si accampò a Lardirago lungo l’Olona. Volendo contrastare l’avanzata dei nemici, i pavesi formarono il loro esercito che uscì dalla città muovendosi contro i milanesi e i loro alleati.

## La battaglia
I due eserciti si scontrarono sulla Vernavola, un piccolo fiume che scorre a nord e a est di Pavia. Il combattimento durò per un intero giorno con morti, feriti e prigionieri da entrambe le parti, e terminò al sopraggiungere dell’oscurità, quando, a causa delle tenebre, non fu più possibile proseguire la battaglia. Solo allora, infatti, i milanesi e i loro alleati rientrarono al loro accampamento per medicare i feriti e cenare, mentre i pavesi ritornarono in città.  Probabilmente i due avversari intendevano riprendere lo scontro il giorno successivo, ma non fu così. Accadde infatti che un milanese ferito, volendo rientrare nella sua città, chiese ad alcuni suoi commilitoni di essere accompagnato a Milano e questi, smontando la loro tenda, che era collocata nel lato dell’accampamento rivolto verso Pavia, la fecero cadere violentemente a terra. L’improvviso rumore mise in allarme il resto degli uomini accampati, che, non sapendo che cosa in realtà stesse avvenendo, pensarono che fosse in atto un attacco a sorpresa dei pavesi. Ciò gettò il campo nello scompiglio: molti uomini cominciarono a fuggire in maniera caotica e disordinata nel buio della notte verso Milano, alcuni addirittura abbandonarono le armi per scappare più velocemente. Come tutti gli eserciti dell’epoca, anche quello dei milanesi e dei loro collegati disponeva di molti carri trainati da buoi, necessari per il trasporto delle armi e delle vettovaglie dest inate agli uomini, e durante la fuga gran parte di essi rimasero indietro, dato che erano più lenti dei fanti e dei cavalieri, si è infatti calcolato che nel medioevo la velocità media di un carro trainato da buoi si aggirasse intorno ai 2,5 km/H. Inoltre, per rientrare a Milano, i carri dovettero attraversare l’Olona, ma nella calca che si era venuta a creare, alcuni di essi si ribaltarono mentre attraversavano il fiume, mentre altri furono abbandonati dai loro conduttori. Probabilmente non tutti i milanesi lasciarono l’accampamento, pare infatti che un piccolo nucleo, che non si era fatto prendere dal panico, rimase a presidiarlo fino al mattino seguente e forse riuscì anche a recuperare parte delle armi e dei beni abbandonati dai fuggitivi. Il mattino seguente, l’esercito pavese uscì dalla città per riprendere il combattimento, ma i milanesi rimasti (evidentemente in inferiorità numerica) preferirono rientrare a Milano, lasciando nelle mani degli uomini di Pavia una grande quantità di armi e beni, il cui valore fu stimato intorno alle 5 000 libbre d’argento.